# Ngoại Bát Miếu
Ngoại Bát Miếu có nghĩa là 8 ngôi chùa lớn, nằm ở phía Đông Bắc của Tị Thử Sơn Trang ở Thừa Đức. Các ngôi chùa này vây quanh Sơn Trang như 8 vì tinh tú vây lấy mặt trăng - biểu tượng cho sự đoàn kết và mối quan hệ hữu nghị giữa các dân tộc trong lãnh thổ Trung Hoa. Các ngôi chùa lộng lẫy có sự kết hợp giữa lối kiến trúc của người Hán và người Tây Tạng. Ngôi chùa Phật lớn và đẹp nhất trong số 8 ngôi chùa ở đây là Miếu Phổ Đà Thừa Chi (普陀宗乘之庙) - được xây dựng vào năm 1767-1771 để mừng thọ vua Càn Long.
Phần chính của chùa Phổ Đà là những tòa kiến trúc nằm kề nhau có màu đỏ và trắng, rất giống với kiến trúc của Cung điện Potala ở Lhasa, Tây Tạng. Tòa tháp lớn với những bức tường đỏ nằm ở giữa gọi là "tháp đỏ", còn "tháp trắng" với các bức tường màu trắng nằm ở phía Tây và Đông của chùa. Có hơn 1.000 bức tượng Phật lớn nhỏ đặt trong các hốc tường của chùa và nơi đây thường tổ chức các lễ hội văn hóa chính của địa phương.
Cạnh đó có chùa Phổ Ninh (普宁寺) ở phía Bắc của Sơn Trang. Chùa được xây dựng vào năm 1775 mô phỏng theo kiến trúc của một ngôi chùa Tây Tạng kết hợp nét kiến trúc của Trung Hoa, Ấn Độ. Chùa nổi tiếng với bức tượng Quan Âm Bồ Tát ngàn tay, ngàn mắt chạm khắc bằng gỗ tùng, bách, linh sam... cao nhất thế giới (cao hơn 22 mét, nặng 110 tấn).
Ngoài hai ngôi chùa nổi bật trên thì còn có 6 ngôi chùa khác của tỉnh Hà Bắc cũng trong danh sách di sản thế giới bao gồm: chùa Phổ Nhạc (普乐寺), chùa Tu Minh Phúc Thọ (须弥福寿之庙), chùa An Viễn (安远庙), chùa Thù Tượng (殊像寺), chùa Phổ Nhân (溥仁寺), chùa Phổ Hựu (普佑寺).
Với những kiến trúc Phật giáo, văn hóa mang đậm chất lịch sử, cùng với Tị Thử Sơn Trang, Ngoại Bát Miếu đã được UNESCO công nhận là Di sản thế giới vào năm 1994. 

## Hình ảnh

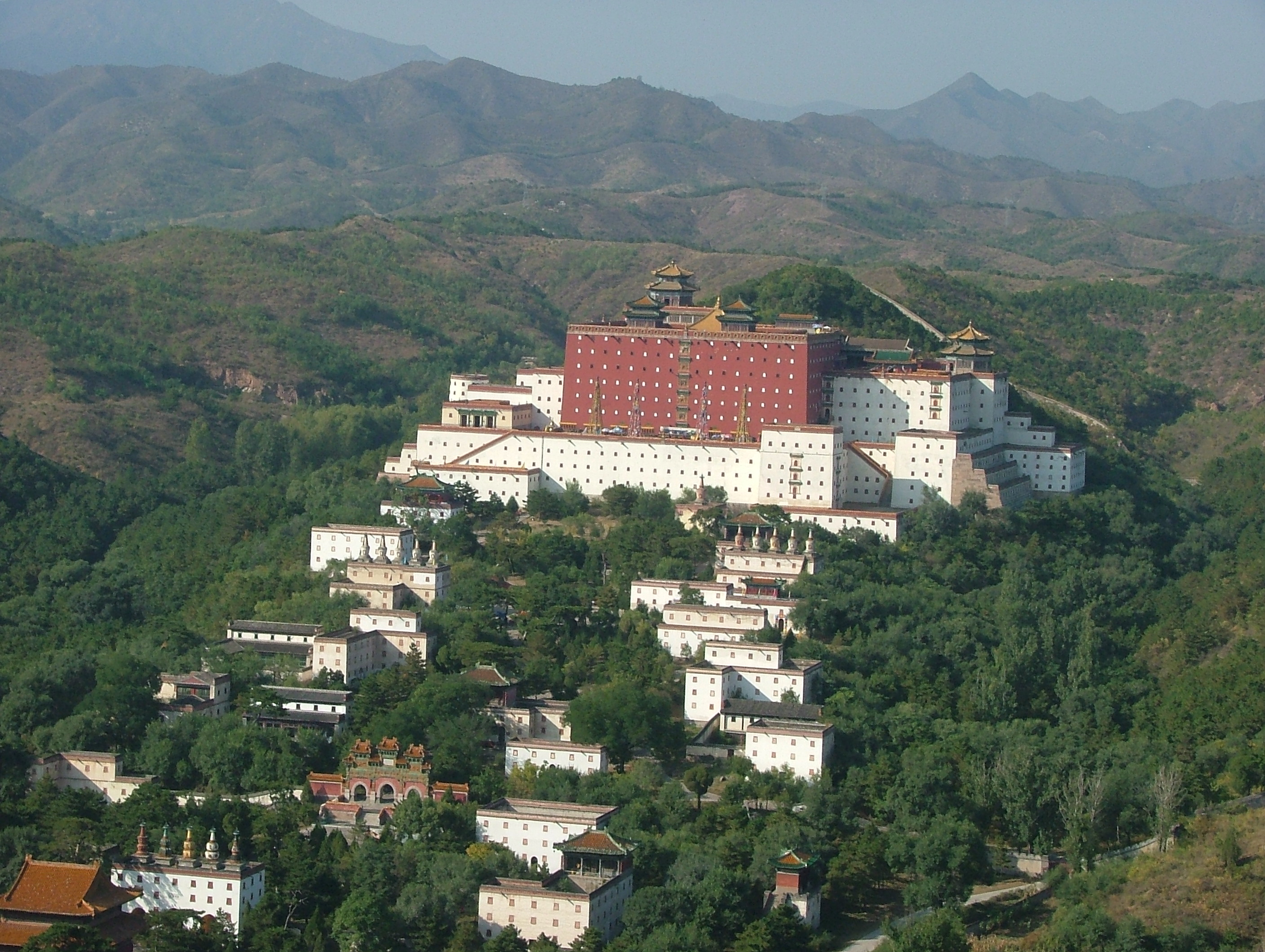
Toàn cảnh chùa Phổ Đà Thừa Chi
Đền chùa Phổ NinhĐền chùa Phổ Ninh
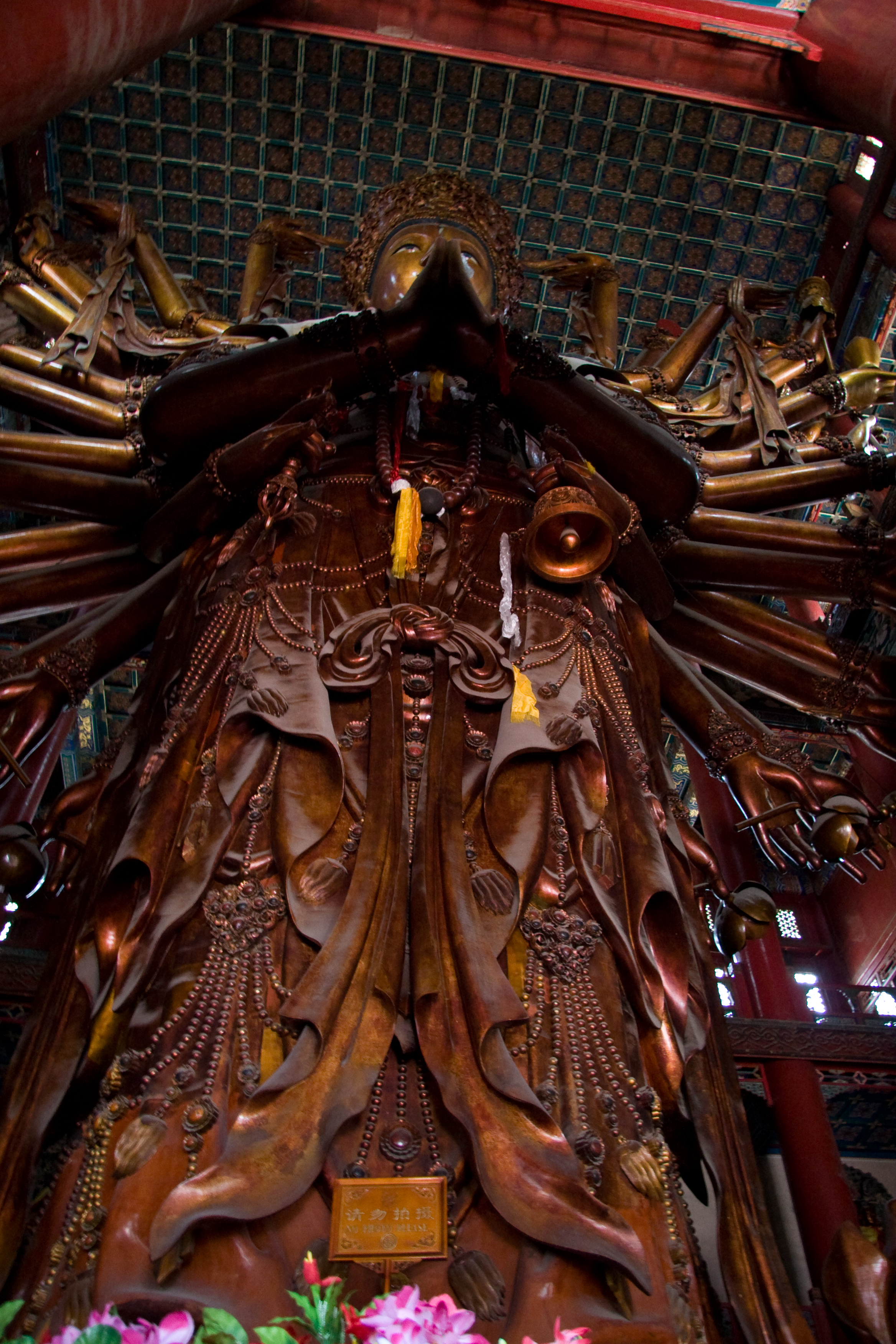
Bức tượng Quan Âm bằng gỗ cao nhất thế giới
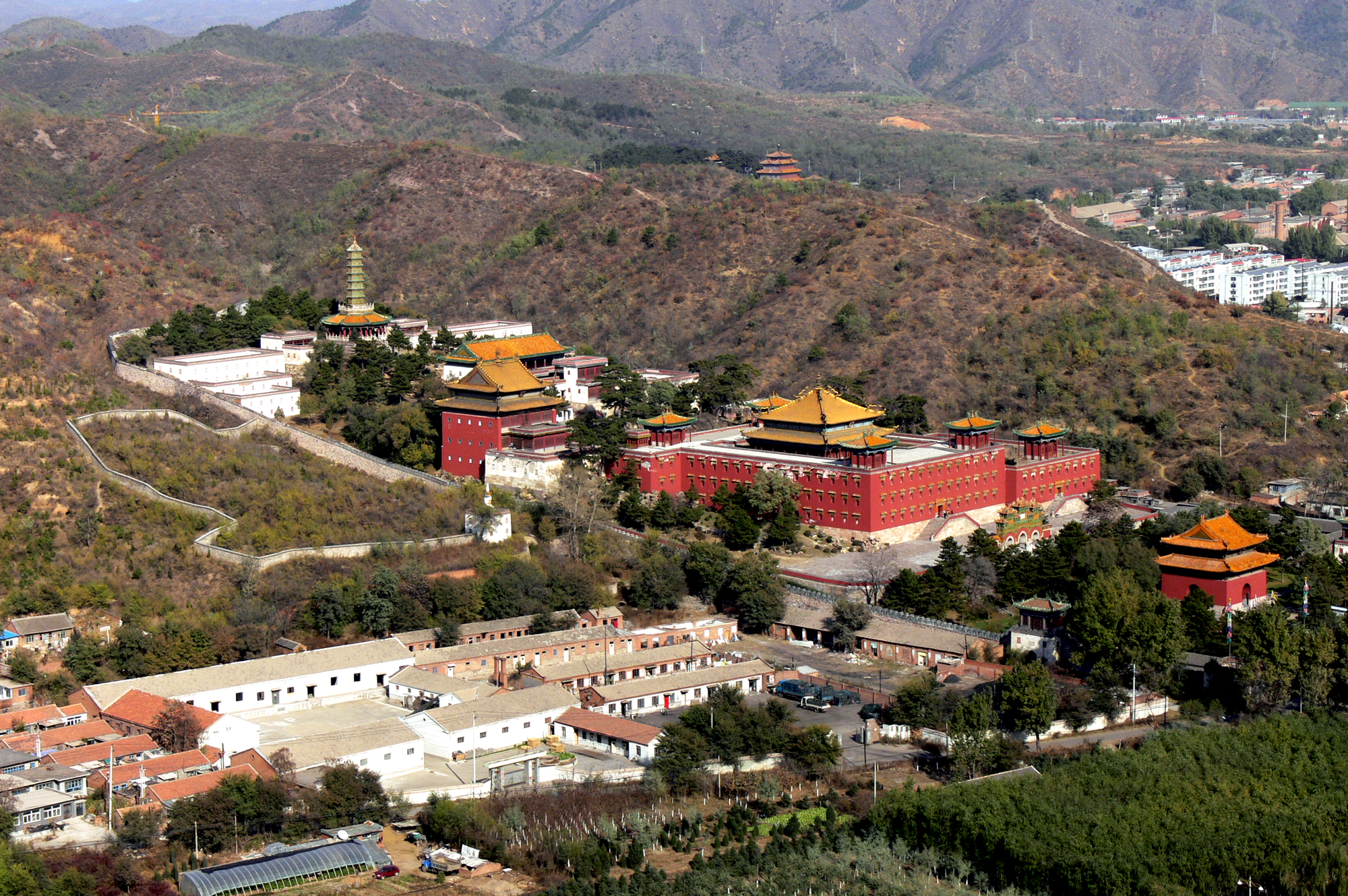
Đền thờ và chùa ở núi Tu Di